# Bianca Sissing
Bianca Nicole Sissing (* 1. Februar 1979) war Miss Schweiz 2003.

## Leben
Bianca Sissing wuchs als Tochter eines Schweizer Vaters und einer südafrikanischen Mutter indischer Abstammung in Kanada auf. Aufgrund ihrer Herkunft wurde sie schon früh mit Rassismus konfrontiert. Vor der Misswahl hatte sie in Toronto ein Psychologie-Studium abgeschlossen.
Durch Sätze wie „Ich bin in Kanada aufgewachst“ und ihrem starken Akzent wurde schnell klar, dass sie Deutsch nur sehr unzureichend und Schweizerdeutsch noch weniger beherrschte. Da sie die drei anderen Schweizer Landessprachen Französisch, Italienisch und Rätoromanisch überhaupt nicht sprach, kam es in Schweizer Medien und der Öffentlichkeit zu Diskussionen, ob eine Miss Schweiz nicht wenigstens eine der vier Landessprachen fliessend sprechen können müsse. Nach ihrer Wahl schrieb Sissing eine Kolumne zum Thema „Shopping“ im Magazin Insider und war als Repräsentantin mehrerer Unternehmen tätig. Ausserdem lief sie Modeschauen in der ganzen Schweiz. Bei den Miss-Universe- und den Miss-World-Wahlen kam sie unter die ersten Fünfzehn.
Als überzeugte Vegetarierin und Tierschützerin posierte sie für PETA-Plakat in einem Wirsing-Bikini als Miss-Vegetarian. Im November und Dezember 2008 trat sie im Krienser Le Théâtre im Musical Jesus Christ Superstar in vier verschiedenen Rollen auf.
Seit August 2010 ist sie verheiratet. Im September 2012 schloss sie eine zweijährige Lehre als Floristin ab.
2020 leitete sie ein Yoga-Studio in Luzern.

## Werke
- Gesund denken, gesund leben, LIV Verlag, Luzern 2021, ISBN 978-3-9525217-2-4
- Ich glaubte immer an die Kraft in mir – wie meine Kindheit in Armut mein Leben positiv prägte (aus dem Englischen von Kristina Ackermann), Giger Verlag, Altendorf 2016, ISBN 978-3-905958-83-6